# Rue Mandar (film)
Rue Mandar je francouzský hraný film z roku 2013, který režírovala Idit Cebula podle vlastního scénáře. Snímek měl světovou premiéru na filmovém festivalu v Arrasu dne 14. listopadu 2013.

## Synopse
V Paříži sourozenci Charles, Rosemonde a Emma Hajdenretikovi právě přišli o matku a sešli se na pohřbu. Brzy však v židovské rodině vyvstane otázka, zda prodat byt zesnulé v domě č. 13 v Rue Mandar ve 2. obvodu.

## Obsazení
| Sandrine Kiberlainová | Emma              |
| Richard Berry         | Charles           |
| Emmanuelle Devosová   | Rosemonde         |
| Emmanuelle Bercot     | Aline             |
| Lionel Abelanski      | Serge             |
| Mehdi Nebbou          | Simon             |
| Micheline Presle      | Tata Renée        |
| Jackie Berroyer       | pan Mardi         |
| Michel Jonasz         | strýc Guy         |
| Ilian Bergala         | Haïm              |
| Eytan Hodara          | Dan               |
| Ivan Cori             | Elie              |
| Agathe Berman         | Agathe            |
| Patrick Wallach       | Patrick           |
| Jacqueline Cajfinger  | Faïga             |
| Solange Najman        | Renia             |
| Idit Cebula           | notářka           |
| Bernard Levy          | rabín             |
| Jordan Feldman        | Pascal            |
| Marcel Cohen          | Thierry           |
| Brigitte Fellous      | Marlène           |
| Fabien Tuil           | doktor Grynsztajn |